# Ad van Baal
Adrianus Paulus Petrus Maria (Ad) van Baal (Steenbergen, 15 januari 1947) is een Nederlands oud-militair en bestuurder. Hij was generaal van de Koninklijke Landmacht. Als bevelhebber was hij betrokken bij de Val van Srebrenica.

## Biografie
Ad van Baal groeide op in Kruisland, een dorp in de gemeente Steenbergen. Hij begon zijn loopbaan als cadet bij het wapen der Artillerie op de Koninklijke Militaire Academie te Breda. In zijn loopbaan waren er diverse plaatsingen bij het wapen van de artillerie. In latere jaren van zijn carrière was hij belast met belangrijke operationele functies bij de Koninklijke Landmacht: Commandant van de 43 afdeling Veldartillerie (1988-1990) en commandant van de 43 Gemechaniseerde brigade (1992-1994), allebei op de Johannes Postkazerne in Havelte. Van februari tot september 1994 was hij als brigadegeneraal chef-staf van het Bosnië en Herzegovina-commando in Sarajevo.
Na zijn terugkeer uit het voormalig Joegoslavië werd hij onder gelijktijdige bevordering tot generaal-majoor benoemd tot plaatsvervangend bevelhebber der landstrijdkrachten. Eind juni 1996 werd hij luitenant-generaal en plaatsvervangend chef-defensiestaf. Op 6 april 2001 werd hij bevelhebber der Landstrijdkrachten (BLS). In december 2003 werd hij benoemd tot inspecteur-generaal der Krijgsmacht. Op 15 januari 2007 (zijn 60e verjaardag) ging hij met functioneel leeftijdsontslag.
Op 1 februari 2007 is Van Baal toegetreden tot de Pia Media Agencies, waar hij zich bezighoudt met sociaaleconomische onderwerpen, inleidingen, presentaties en dagvoorzitterschappen en het bemiddelen in leiderschapsconflicten. Op 3 september 2007, tijdens de Opening van het Politieacademisch Jaar werd Van Baal in aanwezigheid van minister Ter Horst geïnstalleerd als voorzitter van het college van bestuur van de Nederlandse Politieacademie. Hij volgde daarbij Ineke Stam op die tijdens haar voorzitterschap het politieonderwijs vernieuwde tot volwaardig beroepsonderwijs op mbo- en hbo-niveau. Op 5 april 2013 stapte Van Baal op als voorzitter van de Politieacademie, vanwege een vertrouwenscrisis.

## Srebrenica
In april 2002 nam Van Baal ontslag als BLS, wegens zijn betrokkenheid bij de val van Srebrenica in 1995. Van Baal was, toen de enclave viel, plaatsvervanger van Hans Couzy. Om twee feiten raakte hij in opspraak. Eerst vóór de val; hij kreeg een fax van overste Thom Karremans waarin deze stelde dat de Bosnische Serviërs Srebrenica wilden aanvallen. Van Baal ondernam geen actie naar aanleiding van deze fax. Later was het ook Van Baal die diezelfde Karremans tot kolonel bevorderde zonder de politieke leiding daarbij te betrekken. In januari 2003 werd Van Baal gerehabiliteerd - zijn opstappen van 2002 werd niet terecht maar wel begrijpelijk genoemd.

## Onderscheidingen
- Officier in de Orde van Oranje-Nassau met de Zwaarden (t.g.v. bij zijn afscheid als IGK)
- Herinneringsmedaille VN-Vredesoperaties (Joegoslavië)
- Onderscheidingsteken voor Langdurige Dienst als officier
- Huwelijksmedaille 2002
- Landmachtmedaille
- Kruis voor betoonde marsvaardigheid
- Vaardigheidsmedaille van de Nederlandse Sport Federatie
- Kruis van Verdienste van de Koninklijke Vereniging van Nederlandse Reserve-Officieren
- Kruis van de Koninklijke Vereniging van Nederlandse Reserve-Officieren voor de Militaire Prestatietocht
- United Nations Protection Force Medaille
- Commandeur in de Orde van Verdienste van Frankrijk
- Erekruis van de Duitse Krijgsmacht in goud.
- Order of Lifesaving van de International Life Saving Federation (Officier).

 Onderscheidingsteken Hogere Militaire Vorming (HMV) ('Gouden zon‘)